# Pelaheiivka, Șîșakî
Pelaheiivka (în ucraineană Пелагеївка) este un sat în comuna Velîkîi Pereviz din raionul Șîșakî, regiunea Poltava, Ucraina.

## Demografie
Componența lingvistică a localității Pelaheiivka
     Ucraineană (95,85%)
     Rusă (4,15%)
Conform recensământului din 2001, majoritatea populației localității Pelaheiivka era vorbitoare de ucraineană (95,85%), existând în minoritate și vorbitori de rusă (4,15%).